# 阿戈讷地区圣托马
阿戈讷地区圣托马（法語：Saint-Thomas-en-Argonne，法語發音：[sɛ̃ tɔma ɑ̃.n‿aʁɡɔn]）是法国马恩省的一个市镇，位于该省东北部，属于香槟沙隆区。

## 地理
阿戈讷地区圣托马（49°11'8"N, 4°51'55"E）面积4.43 平方千米，位于法国大東部大區马恩省，该省份为法国东北部内陆省份，北起阿登省，西北接埃纳省，西南接塞纳-马恩省，南至奥布省，东南接上马恩省，东临默兹省。
与阿戈讷地区圣托马接壤的市镇（或旧市镇、城区）包括：塞尔翁-梅尔济库尔、维埃纳城、维埃纳堡。
阿戈讷地区圣托马的时区为UTC+01:00、UTC+02:00（夏令时）。

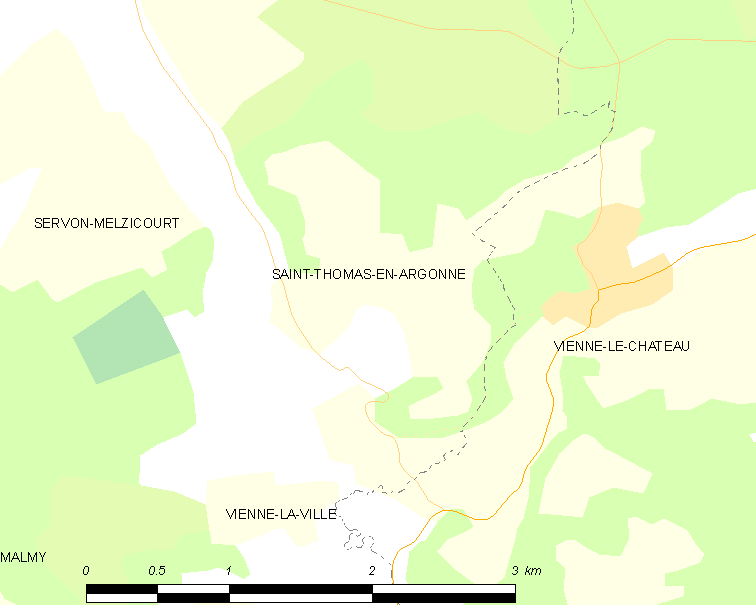
阿戈讷地区圣托马的OSM定位图

## 行政
阿戈讷地区圣托马的邮政编码为51800，INSEE市镇编码为51519。

## 政治
阿戈讷地区圣托马所属的省级选区为阿戈讷-叙普-韦勒县。

## 人口

1962-2008年间阿戈讷地区圣托马人口变化图示

阿戈讷地区圣托马于2022年1月1日时的人口数量为37人。